# Laia Sanz
Laia Sanz i Pla-Giribert, född 11 december 1985 i Corbera de Llobregat, är en katalansk (spansk) idrottare. Hon är en av de mest framgångsrika kvinnorna inom internationell motorsport, har vunnit 10 EM- och 13 VM-titlar i trial och är även verksam inom rally och enduro. Hon blev den första att vinna (som del av Spaniens lag) damklassen i Trial des Nations sex gånger (2000, 2002, 2008 samt 2010–2012). Hon har vunnit damklassen i Spaniens trialmästerskap åtta gånger (2003 till 2010) samt en gång i den yngre juniorklassen (bland manliga deltagare; 2000).
Sedan 2011 tävlar hon i Dakarrallyt som motorcykelförare. I dess damklass har hon vunnit sex raka segrar, från 2011 till 2016. Hon har vunnit damklassen i världsmästerskapen i enduro fem år i rad (2012 till 2016). Hennes 18 världsmästartitlar (13 i trial och 5 i enduro) placerar henne på andra plats bland mest framgångsrika motorcyklister i historien oavsett kön (efter trialföraren Toni Bou med 22 VM-titlar men före roadracing-föraren Giacomo Agostinis 15. 2014 utsågs hon till Årets idrottare i Katalonien, tillsammans med roadracing-föraren Marc Márquez.

## Biografi och karriär

### Tidiga år
Laia Sanz började cykla vid två års ålder, och vid samma tid började hennes far ta med henne på sina turer med motorcykel. Vid fyra års ålder började hon i hemlighet köra på sin äldre bror Joans minimotorcykel för trial.
1992 deltog Laia Sanz, som sexåring, i en deltävling av katalanska mästerskapen i trial (barnklassen) som arrangerades i hennes hemort Corbera de Llobregat. Hon uppmuntrades till deltagandet av hennes mor. Sanz slutade loppet som åttonde och sista förare, men hon ville delta i fler tävlingar. Året därpå kom hon att delta i hela mästerskapsserien.
1997 vann Sanz sin första trialtävling i herrklassen, med en 80cc-maskin. Det året deltog hon även i sin första tävling inom damtrial, i kamp mot flickor från olika länder. 1998 korades tolvåringen som första vinnare i det (ännu inofficiella) europamästerskapet i trial för damer; hennes medtävlare var i de flesta fall betydligt äldre. Samma år tävlade hon också som enda flicka i spanska trialmästerskapens yngre juniorklass.

### Trial-karriär
År 2000 var ett av de bästa åren i Laia Sanz då färska motorcykelkarriär. Hon överraskade med att vinna spanska trialmästerskapens yngre juniorklass, som enda deltagande flicka. Samma år etablerades dam-VM och dam-EM som officiella trialtävlingar, där Sanz direkt vann den förstnämnda tävlingen och blev tvåa i den sistnämnda. Dessutom deltog hon som medlem i det vinnande spanska damlaget i Trial des Nations; under det kommande dryga decenniet skulle detta inträffa ytterligare fem gånger.
Tidigt var hon knuten till det italienska fabriksstallet Beta (mc), men 2004 bytte hon till Honda-ägda Montesa-HRT. Hon har vunnit spanska, europeiska och världsmästerskap som del av båda stallen.
2007 misslyckades Laia Sanz med att vinna sin åttonde raka dam-VM-titel i trial utan fick nöja sig med en andraplats efter tyskan Iris Krämer. Året därpå inleddes dock en ny segersvit, denna gång sex VM-titlar lång. 2013 vann Sanz sin totalt trettonde dam-VM-titel i trial, av 14 möjliga.
I dam-EM vann Sanz samtidigt tio raka titlar, från 2002 till 2011. 2012 slutade hon på en niondeplats.
Sanz har fortsatt att som trialåkare tävla för Montesa, med undantag för år 2012. Det året ställde hon istället upp för det konkurrerande stallet Gas Gas.

### Enduro och Dakarrallyt
I samband med förberedelserna inför hennes debut i 2011 års Dakarrally, debuterade Laia Sanz i maj i damklassen i enduro-VM. Det året arrangerades tävlingen i Italien och var detta år del av den klassiska (startad 1948 ) flerdagarstävlingen Valli Bergamasche. Detta år klassificerade hon sig som trea i damklassen.
15 januari 2011 vann Laia Sanz sin första titel i Dakarrallyt (i damklassen), vid styret på en Honda och som del av KH-7-stallet. Senare samma år blev hon tvåa i damklassen vid enduro-VM.
2012 återupprepade Sanz segern i Dakarrallyt, denna gång på en Gas Gas-motorcykel och som enda fullföljande kvinnliga motorcykelförare. Sammanlagt var hon 39:e motorcykelförare att ta sig i mål. I slutet av oktober samma år vann hon sin första dam-VM-titel i enduro, i samband med Frankrikes GP-tävling.
Under de kommande åren fortsatte Sanz att vinna damklassen för motorcyklister i Dakarrallyt, återigen tävlande för Honda. Vid 2015 års upplaga av tävlingen skrev hon historia genom att som första kvinna någonsin placera sig bland de tio bästa motorcyklisterna totalt i rallyt; hon blev nia. Efter meningsskiljaktigheter med Honda bytte hon senare under 2015 stall och skrev på ett treårigt kontrakt med konkurrerande KTM.

## Tävlingsmeriter
Nedan listas Laia Sanz tävlingsmeriter i större tävlingar till och med 2016. Om det ej noteras annorlunda, gäller tävlingarna i damklassen. I de följande tävlingskategorerna står siffrorna under respektive tävlingsrubrik för placering.
| Titel                  | Trial | Enduro | Terrängrally | X Games | Totalt |
| ---------------------- | ----- | ------ | ------------ | ------- | ------ |
| VM                     | 13    | 5      |              |         | 18     |
| Lag-VM                 | 6     |        |              |         | 6      |
| Segrar i Dakarrallyt   |       |        | 6            |         | 6      |
| Guldmedalj vid X Games |       |        |              | 3       | 3      |
| EM                     | 10    |        |              |         | 10     |
| Spansk mästare         | 9     |        |              |         | 9      |
| Sammanlagt             | 38    | 5      | 6            | 3       | 52     |

### Trial
| År                | Motorcykel        | Dam-VM i trial | Dam-EM i trial | Trial des Nations | Spansk lag- mästare i trial | Övrigt                          | Titlar |
| ----------------- | ----------------- | -------------- | -------------- | ----------------- | --------------------------- | ------------------------------- | ------ |
| 2000              | Beta              | 1              | 2              | 1                 | -                           | Spansk trialmästare (yngre jr.) | 3      |
| 2001              | Beta              | 1              | 2              | 2                 | -                           |                                 | 1      |
| 2002              | Beta              | 1              | 1              | 1                 | -                           |                                 | 3      |
| 2003              | Beta              | 1              | 1              | 3                 | 1                           |                                 | 3      |
| 2004              | Montesa           | 1              | 1              | 3                 | 1                           |                                 | 3      |
| 2005              | Montesa           | 1              | 1              | 3                 | 1                           |                                 | 3      |
| 2006              | Montesa           | 1              | 1              | 2                 | 1                           |                                 | 3      |
| 2007              | Montesa           | 2              | 1              | 4                 | 1                           |                                 | 2      |
| 2008              | Montesa           | 1              | 1              | 1                 | 1                           |                                 | 4      |
| 2009              | Montesa           | 1              | 1              | 2                 | 1                           |                                 | 3      |
| 2010              | Montesa           | 1              | 1              | 1                 | 1                           |                                 | 4      |
| 2011              | Montesa           | 1              | 1              | 1                 | -                           |                                 | 3      |
| 2012              | Gas Gas           | 1              | 9              | 1                 | -                           |                                 | 2      |
| 2013              | Montesa           | 1              | -              | -                 | -                           |                                 | 1      |
| Titlar sammanlagt | Titlar sammanlagt | 13             | 10             | 6                 | 8                           | 1                               | 38     |

### Enduro och terrängrallyn
| År           | Motorcykel   | Enduro-VM | Dakarrallyt | X Games (Enduro X)          | Titlar |
| ------------ | ------------ | --------- | ----------- | --------------------------- | ------ |
| 2010         | Honda        | 3         |             |                             | -      |
| 2011         | Honda        | 2         | 1           |                             | 1      |
| 2012         | Gas Gas      | 1         | 1           |                             | 1      |
| 2013         | Honda        | 1         | 1           | 3 guld- och en silvermedalj | 5      |
| 2014         | Honda        | 1         | 1           |                             | 2      |
| 2015         | Honda/KTM    | 1         | 1           |                             | 2      |
| 2016         | KTM          | 1         | 1           |                             | 2      |
| Summa titlar | Summa titlar | 5         | 6           | 3                           | 14     |